# Coccophagus ruizi
Coccophagus ruizi är en stekelart som beskrevs av Svetlana N. Myartseva 2004. Coccophagus ruizi ingår i släktet Coccophagus och familjen växtlussteklar. Inga underarter finns listade i Catalogue of Life.